# Hedvig Strömgren
Hedvig Lidforss Strömgren, född 12 juli 1877 i Lund, död 15 april 1967 i Gentofte sogn, var en svensk-dansk tandläkare.
Hedvig Strömgren var dotter till Edvard Lidforss. Hon avlade mogenhetsexamen i Lund 1895, studerade några år zoologi och matematik vid universitetet där och avlade tandläkarexamen i Stockholm 1902. Hon hade tandläkarpraktik i Kiel 1902–1908, var praktiserande tandläkare i Köpenhamn 1908–1947 samt är var där skoltandläkare vid Det kongelige Vajsenhus från 1917 och redaktör för tidskriften Tandplejen från 1930. Strömgren besökte i studiesyfte Strobritannien, Frankrike, Österrike, Tyskland och Ryssland samt publicerade odontologiska uppsatser av fackvetenskapligt eller historiskt innehåll. Bland dessa märks Tandläkekonsten hos romarna (1919), Tandläkarkonstens historia 1927, Det danske Tandlægevæsen 1903–1927 (1930), Die Zahnheilkunde im achtzehnten Jahrhundert (1935) och Die Zahnheilkunde im neuzehnten Jahrhundert (1945). Som skönlitterär författare framträdde hon med romanen Förr dog man av det (1938). I boken Det förgångna (1925) skildrade hon sina barndomsår i Lund. Därutöver publicerade hon översättningar, samt medarbetade i dagspressen. Strömberg var under många år verksam inom kvinnorörelsen och fredsrörelsen, bland annat som styrelseledamot i Danske Kvinders Fredskreds 1921–1928. 1908 blev hon dansk medborgare.
Hedvig Strömgren var från 1902 gift med Elis Strömgren.